# ازارسی بابل‌کنار
ازارسی بابل کنار، روستایی است از توابع بخش بابل‌کنار شهرستان بابل در استان مازندران ایران.

## ۲۱۹جمعیت
این روستا در دهستان درازکلا قرار دارد و بر اساس سرشماری مرکز آمار ایران در سال ۱۳۸۵، جمعیت آن ۲۱۹ نفر (۵۰خانوار) بوده‌است.